# Puntius pleurotaenia
Puntius pleurotaenia är en fiskart som beskrevs av Bleeker, 1863. Puntius pleurotaenia ingår i släktet Puntius och familjen karpfiskar. Inga underarter finns listade i Catalogue of Life.